# 董干镇
董干镇，是中华人民共和国云南省文山壮族苗族自治州麻栗坡县下辖的一个乡镇级行政单位。

## 行政区划
董干镇下辖以下地区：
董干村、长槽村、白沙杠村、者挖村、普弄村、马坤村、马林村、马崩村、麻栗堡村、永利村、嘎啊村、回龙村、马波村、新寨村、董来村和马龙村。

## 中国传统村落
2012年，新寨村委城寨村被评为首批“中国传统村落”。